# Waterfoot (East Renfrewshire)
Waterfoot est un village dans l'East Renfrewshire en banlieue de Glasgow, en Écosse.

## Histoire
Pendant la Seconde Guerre mondiale, le chef adjoint du parti nazi Rudolf Hess s'est écrasé avec un Messerschmitt Bf 110 à Floors Farm, à l'ouest du village. Arrêté et détenu jusqu'à la fin de la guerre, il a été jugé lors des procès de Nuremberg.